# Munga, Väster-Ensta och Vida
Munga, Väster-Ensta och Vida var en av SCB avgränsad och namnsatt småort i Tierps kommun. Den omfattade bebyggelse i de tre sammanväxta byarna Munga, Väster-Ensta och Vida i  Tierps socken. SCB ändrade sin metod att ta fram småortsstatistik 2015, varvid orten inte längre uppfyllde kraven för att vara en småort.
Munga by omtalas första gången i skriftliga handlingar 1413. Under 1500-talet omfattade byn 11 mantal skatte, och var då Tierps största by.
Vida by omtalas första gången 1540. Under 1500-talet omfattade byn 2 mantal skatte, ett mantal kyrkojord samt en utjord till Väster-Ensta by.
Väster-Ensta omtalas i skriftliga handlingar första gången 1409. Den omfattade under 1500-talet 6 mantal skatte, 1 mantals frälse tillhörigt Abraham Eriksson, samt en skatte- och en kyrkoutjord.